# Brakowanie dokumentacji
Brakowanie dokumentacji – wyłączanie materiałów archiwalnych z powstających zespołów lub zbiorów (kolekcji) archiwalnych w celu ich trwałego usunięcia i zniszczenia. Jest to jeden z etapów opracowania zasobu archiwalnego. 